# Bidens parviflora
Bidens parviflora (Череда дрібноквіткова) — вид квіткових рослин з родини айстрових, роду череда.

## Опис
Однорічники. Стебла (10-)20-50(-80) см заввишки, прямі, розгалужені, голі або з рідко нечіткими волосками. Листя дво- чи триперисто-розсічені з вузькими ланцетними або лінійно-ланцетними або лінійними сегментами, з дрібними зубчиками та надрізами на черешках, зазвичай рідко дрібно опушені або майже голі. Головка дисковидна, поодинока (або 2-3) на верхівках стебла і гілок, на довгих ніжках, вузька, циліндрична; чашечкові приквітки лінійні, коротші за сім'янки; зовнішні листки зелені, вузьколінійні, трав'янисті, дрібноволосисті, коротші за внутрішні, внутрішні зеленувато-коричневі, лінійно-ланцетні, лише по краю мають рідко короткі щетинки. Квітки всі трубчасті, жовті, нечисленні. Сім'янки лінійно-чотирикутні, більш-менш стиснуті, вкриті вертикальними світлими щетинками вздовж ребер, в іншому випадку голі або тонковолосисті, неоднакової довжини; внутрішня 15-20(-25) мм, зовнішня коротша, 2 прямостоячі ості, 4-5 мм, на вершині сім'янок.

## Поширення
Зустрічається в Японії, Кореї, Монголії, Росії. У Китаї мешкає у провінціях Аньхой, Ганьсу, Гуйчжоу, Хебей, Хейлунцзян, Хенань, Цзянсу, Цзілінь, Ляонін, Внутрішня Монголія, Цинхай, Шеньсі, Шаньдун, Шаньсі, Сичуань та у Нінся-Хуейському автономному районі.

## Екологія
Зростає на болотах, полях, по берегах струмків. Цвіте у липні-вересні.